# Clădirea fostei școli agricole (Cucuruzeni)
Clădirea fostei școli agricole este o clădire amplasată în Cucuruzeni, raionul Orhei, Republica Moldova. Este un monument arhitectural de importanță națională inclus în Registrul monumentelor Republicii Moldova ocrotite de stat cu nr. 1096 (raionul Orhei). Datează din 1893.